# まっちー (マスコットキャラクター)
まっちーは、静岡県賀茂郡松崎町のマスコットキャラクター。2013年（平成25年）1月に公募によって誕生した。
デザインとして、松崎町の桜葉・桜、なまこ壁、自然や子供をモチーフにしている。

## プロフィール
- 誕生日：1月25日[1]
- 性別：女の子[2]
- 性格：明るくて、甘え上手[1]
- 特技：なまこ壁塗り、桜葉のまるけ[1]